# هرنرسویل (میزوری)
هرنرسویل (به انگلیسی: Hornersville) یک شهر در ایالات متحده آمریکا است که در میزوری واقع شده‌است. هرنرسویل ۶۶۳ نفر جمعیت دارد.